# Tapa de registro

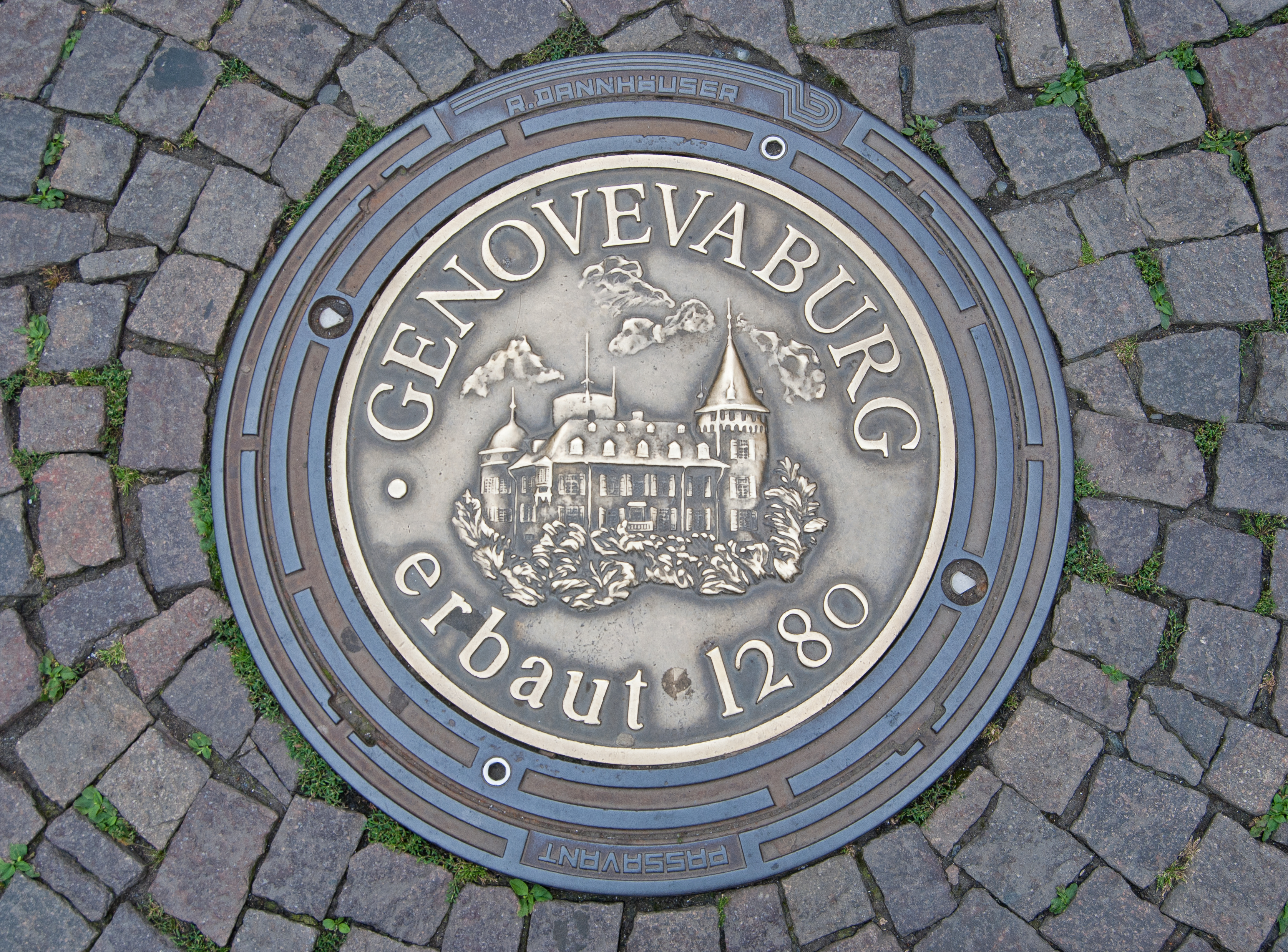
Tapa de registro conmemorativa en Mayen (Alemania).

Una tapa de registro es una cubierta utilizada para proteger la boca de acceso de un pozo de visita; se encuentran con frecuencia en la red de saneamiento y de servicios públicos.  La tapa debe ser robusta, para resistir el paso de personas y vehículos, mientras que, al mismo tiempo, debe permitir el acceso de trabajadores para inspección y mantenimiento.

## Construcción

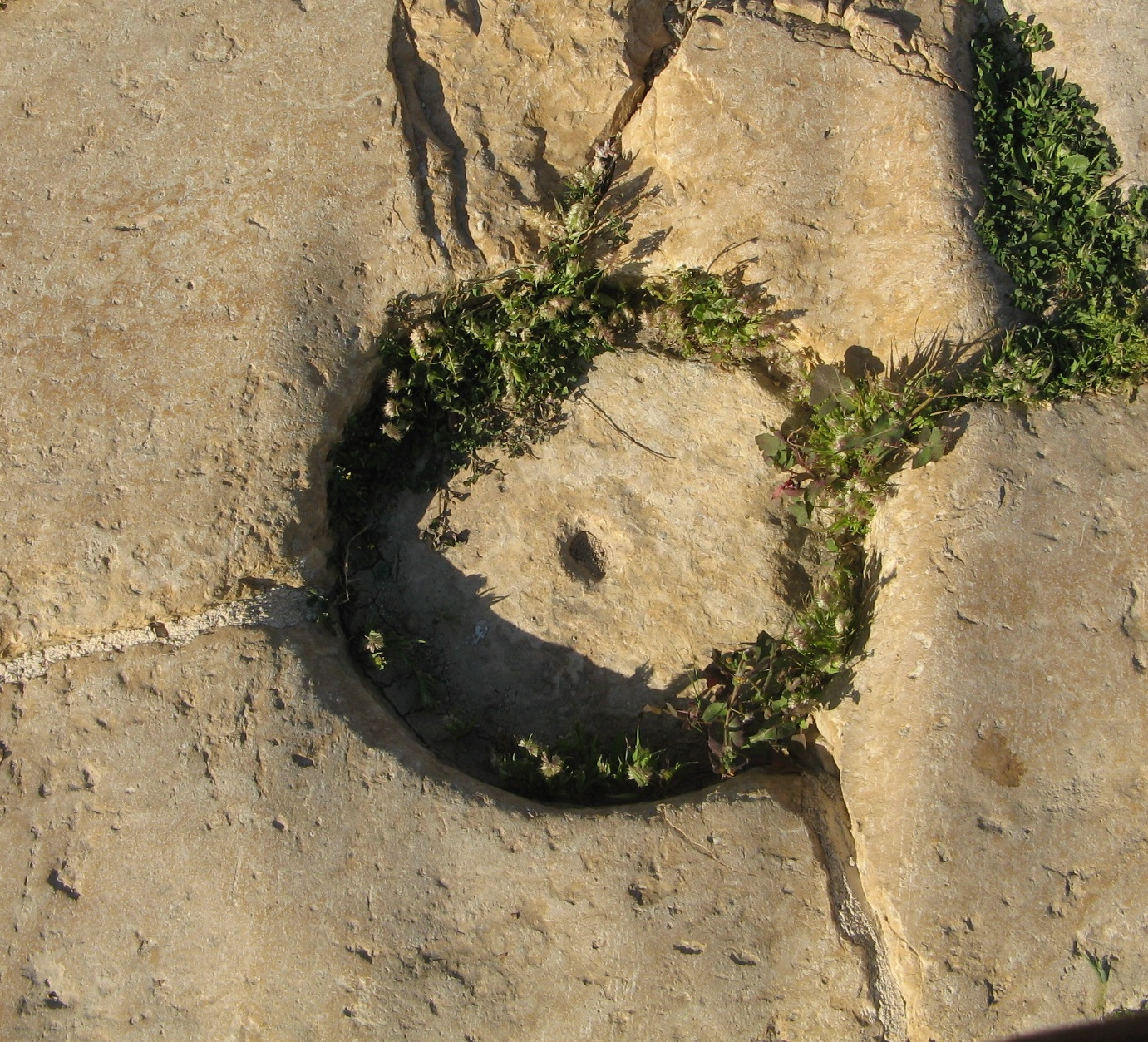
Tapa de registro romana en Gerasa (Jordania).

El material de construcción de las tapas de registro, está determinado por la ubicación y el tipo de tránsito al que se verá sometida. Las tapas que se encuentran en las aceras, son fabricadas con hierro fundido u hormigón. Un material utilizado con menos frecuencia es el plástico reforzado con vidrio.
Algunas tapas, en especial las utilizadas en alcantarillas, están diseñadas con rendijas que permiten la ventilación del pozo mientras que, al mismo tiempo, evitan que ingresen objetos de un tamaño mayor al estipulado. La evacuación de gases potencialmente tóxicos o explosivos es necesaria, por ejemplo, para disipar el metano que se forma en las alcantarillas con las aguas negras.

## Colocación
Las tapas de registro están colocadas sobre un collar o coronación de hierro, también denominado brocal. Si el conducto trabaja con fluidos a presión, se colocan tapas especiales con cierre hermético.

## Imágenes

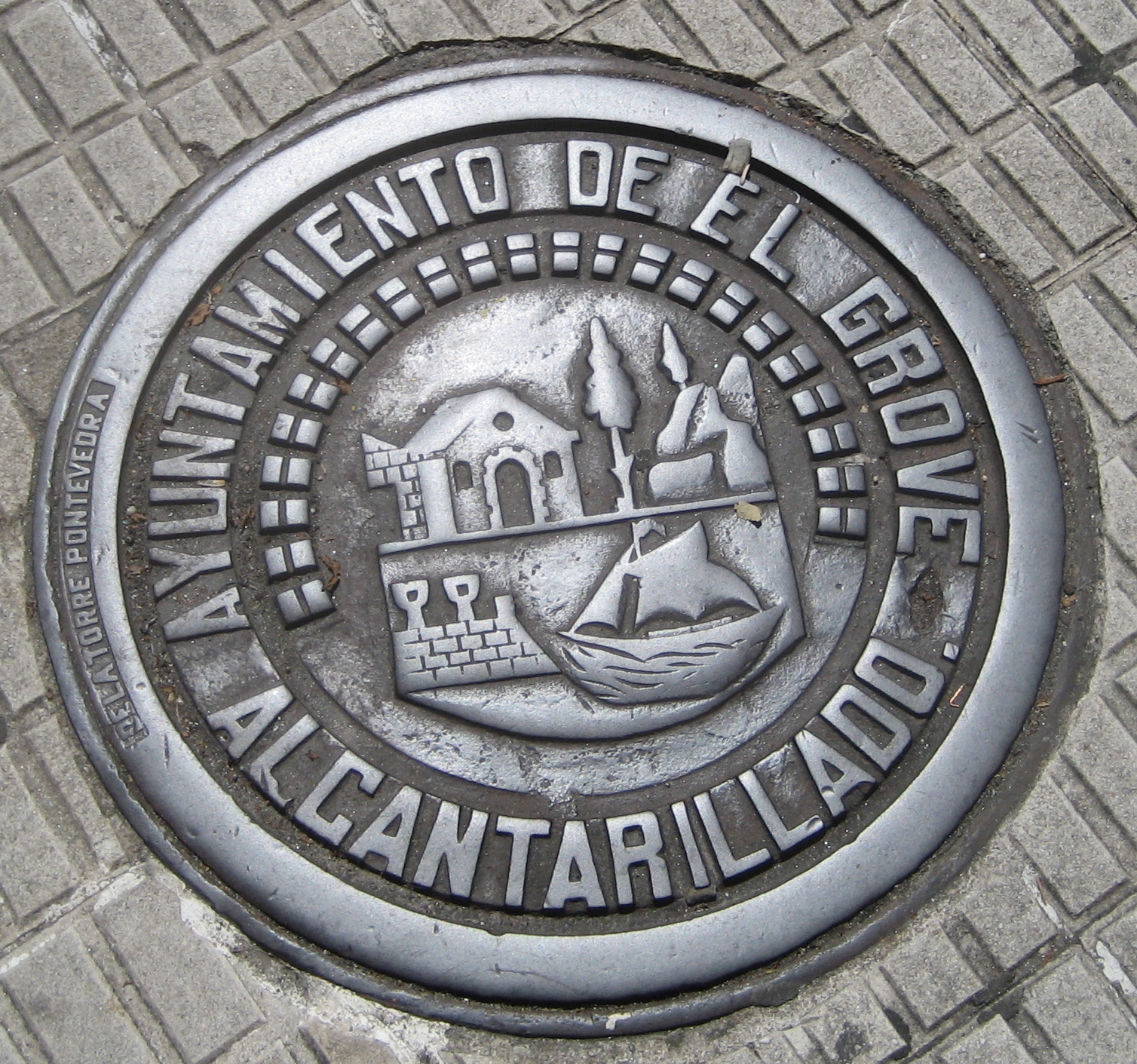
El Grove.
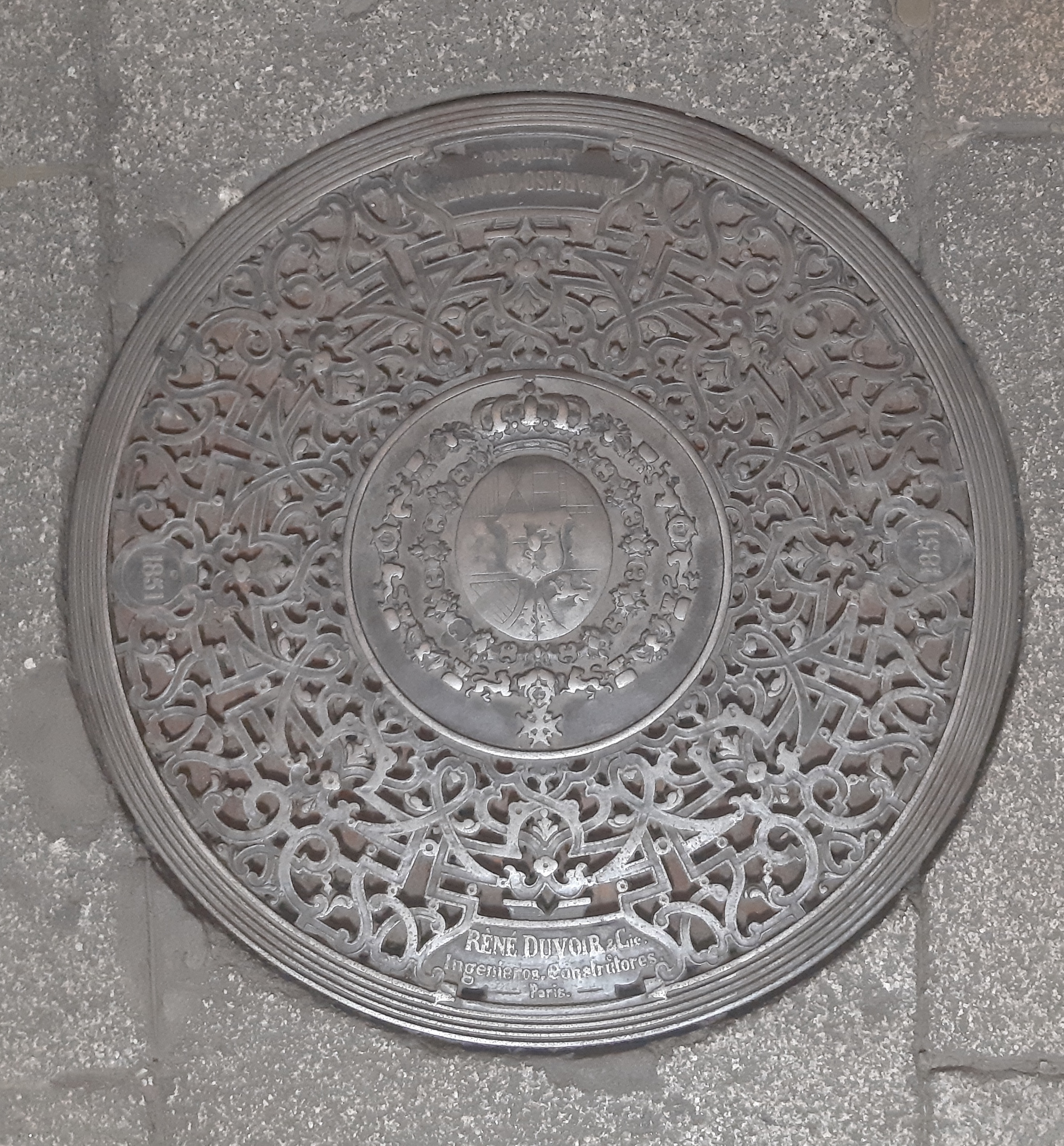
Museo del Prado 1851 (España).
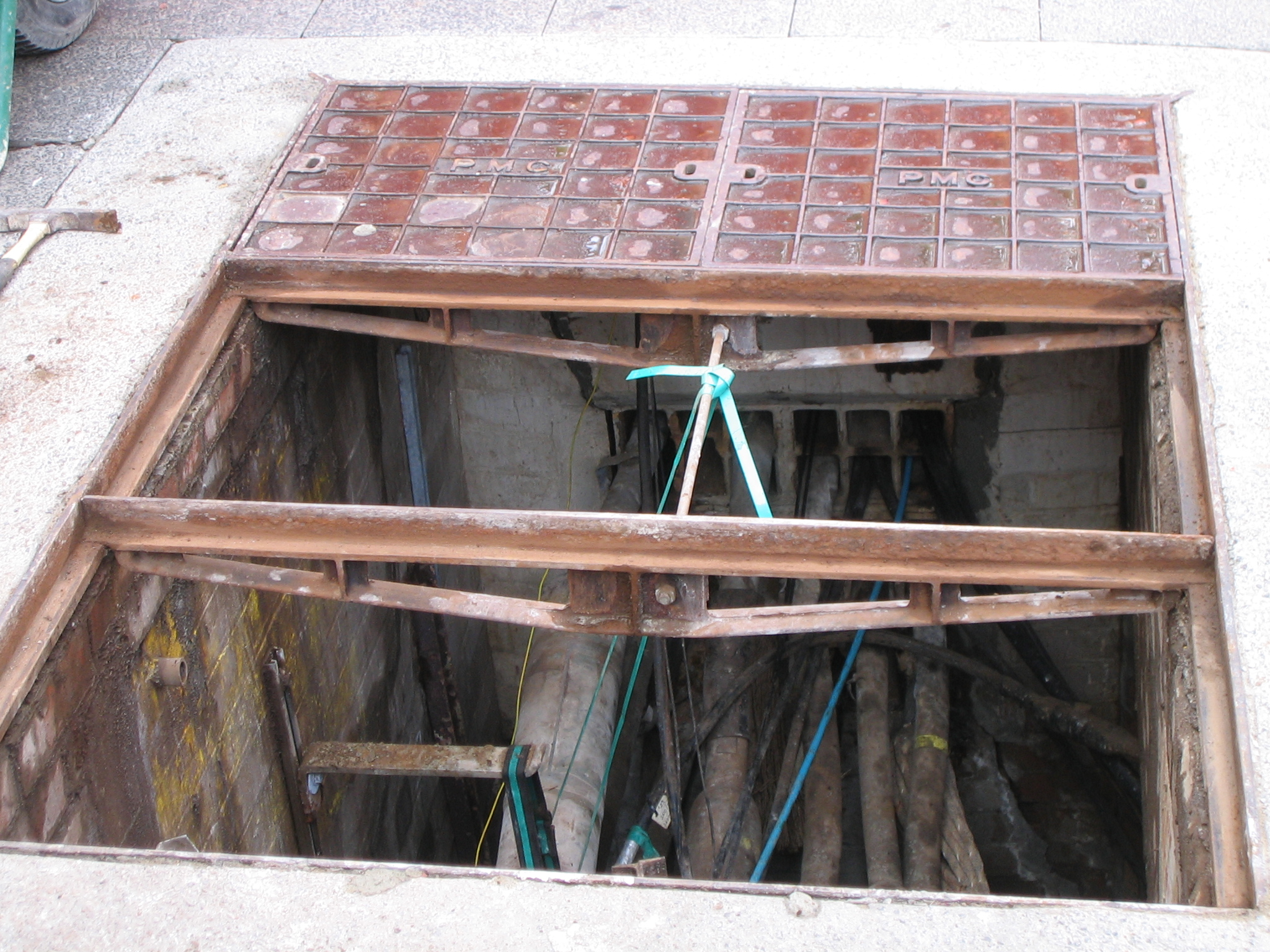
Tapas abiertas en Perth (Australia).
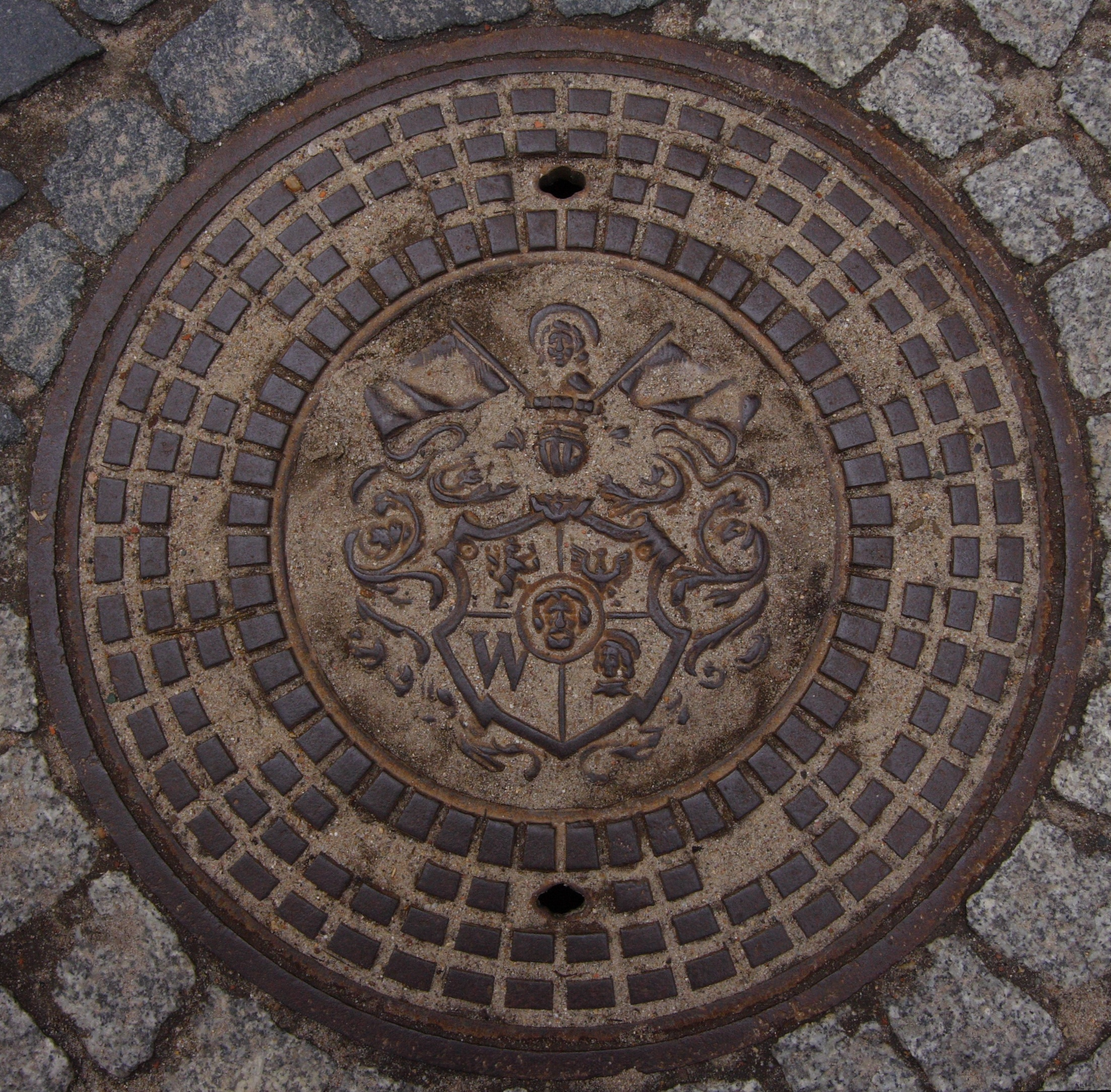
Breslavia (Polonia).
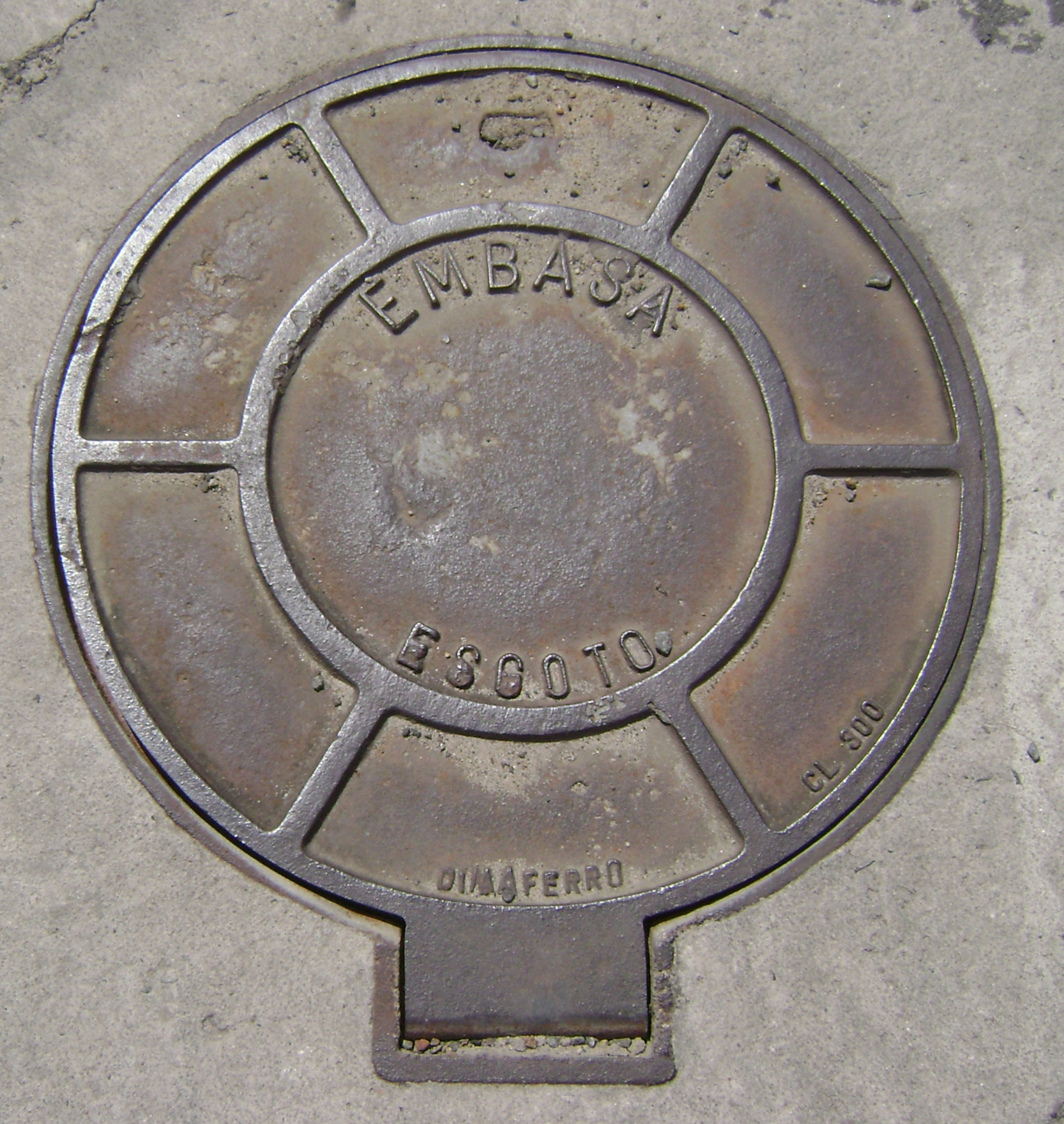
Bahía (Brasil).
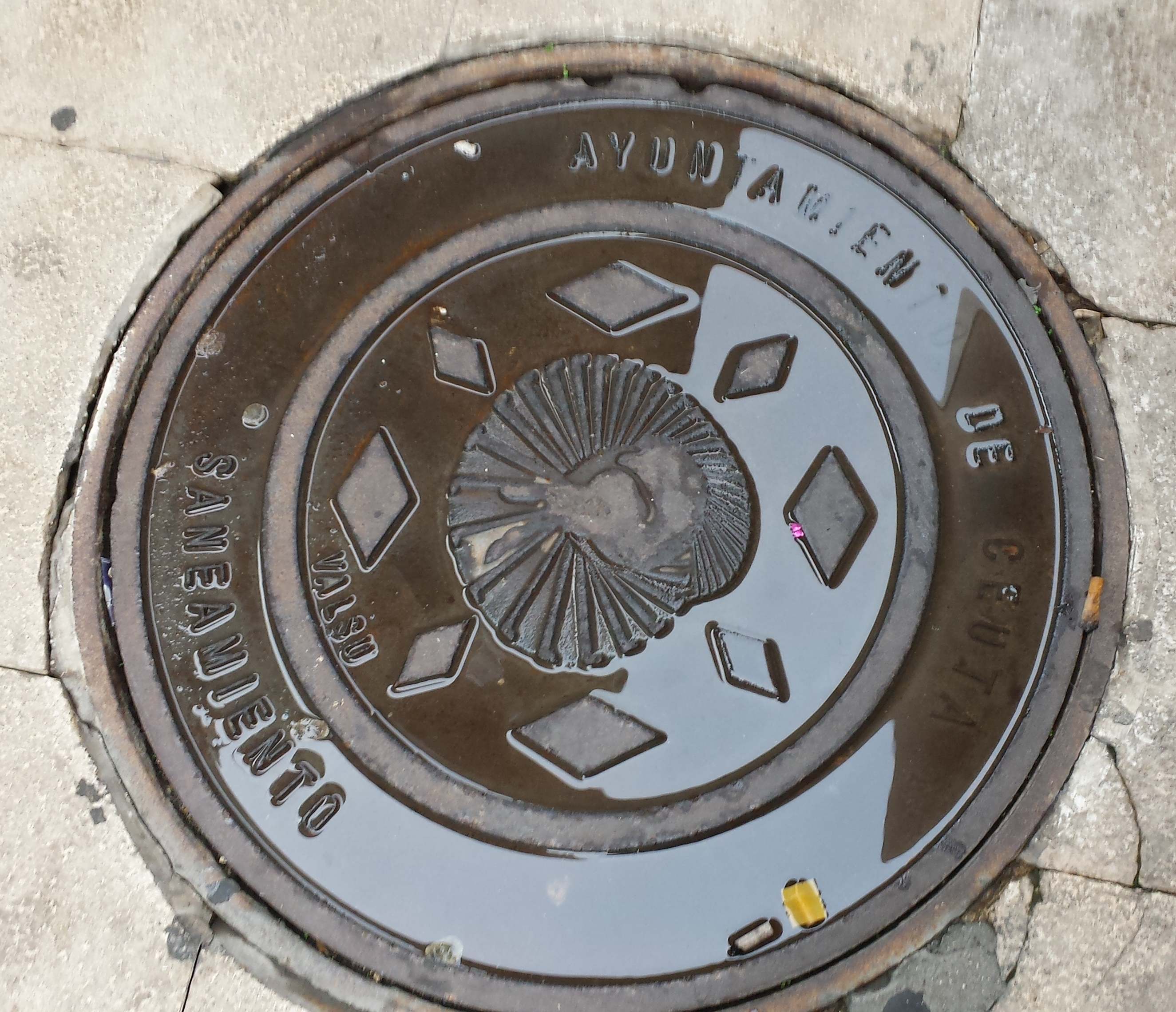
Ceuta (España).